# Oriako itsasadarra / Ría del Oria
Oriako itsasadarra / Ría del Oria este o arie protejată (arie specială de conservare — SAC, sit de importanță comunitară — SCI) din Spania întinsă pe o suprafață de 189,48 ha, integral pe uscat.

## Localizare
Centrul sitului Oriako itsasadarra / Ría del Oria este situat la coordonatele 43°16′33″N 2°05′39″W / 43.2757°N 2.0943°V.

## Înființare
Situl Oriako itsasadarra / Ría del Oria a fost declarat sit de importanță comunitară în mai 2003 pentru a proteja 31 de specii de animale. Situl a fost protejat și ca arie specială de conservare în octombrie 2012.

## Biodiversitate
Situată în ecoregiunile atlantică și marină Atlantică, aria protejată conține 8 habitate naturale: Estuare, Pajiști uscate europene, Tufărișuri halofile mediteraneene și termo-atlantice (Sarcocornetea fruticosi), Fânețe de joasă altitudine (Alopecurus pratensis, Sanguisorba officinalis), Pășuni atlantice udate de apa mării (Glauco-Puccinellietalia maritimae), Terase mlăștinoase și terase nisipoase neacoperite de apă la reflux, Pajiștile Spartina (Spartinion maritimae), Păduri aluvionare cu Alnus glutinosa și Fraxinus excelsior (Alno-Padion, Alnion incanae, Salicion albae).
La baza desemnării sitului se află mai multe specii protejate:
- păsări (28): fluierar de munte (Actitis hypoleucos), pescăruș albastru (Alcedo atthis), rață mare (Anas platyrhynchos), stârc cenușiu (Ardea cinerea), stârc roșu (Ardea purpurea), Calidris alba, fugaci de țărm (Calidris alpina),  prundaș gulerat mic (Charadrius dubius), prundaș gulerat mare (Charadrius hiaticula), gușă vânătă (Cyanecula svecica), egretă mică (Egretta garzetta), becațină comună (Gallinago gallinago), sfrâncioc roșiatic (Lanius collurio), pescăruș râzător (Larus ridibundus), gaia neagră (Milvus migrans), gaia roșie (Milvus milvus), codobatura galbenă (Motacilla flava), culic mare (Numenius arquata), Numenius phaeopus, stârc de noapte (Nycticorax nycticorax), vultur pescar (Pandion haliaetus), cormoran mare (Phalacrocorax carbo), ploier auriu (Pluvialis apricaria), ploier argintiu (Pluvialis squatarola), cristei de baltă (Rallus aquaticus), corcodel mic (Tachybaptus ruficollis), fluierar de mlaștină (Tringa glareola), fluierarul cu picioare roșii (Tringa totanus)
- mamifere (1): liliacul mic cu potcoavă (Rhinolophus hipposideros)
- pești (2): Alosa alosa, somonul (Salmo salar)

Pe lângă speciile protejate, pe teritoriul sitului au mai fost identificate 3 specii de plante, 2 specii de păsări, 1 specie de amfibieni, 4 specii de mamifere, 1 specie de reptile.